# Schydatschiw
Schydatschiw (ukrainisch Жидачів; russisch Жидачев Schidatschew; früher Жидачов Schidatschow oder Жидечув Schydetschuw, polnisch Żydaczów) ist eine westukrainische Stadt mit etwa 10.000 Einwohnern.

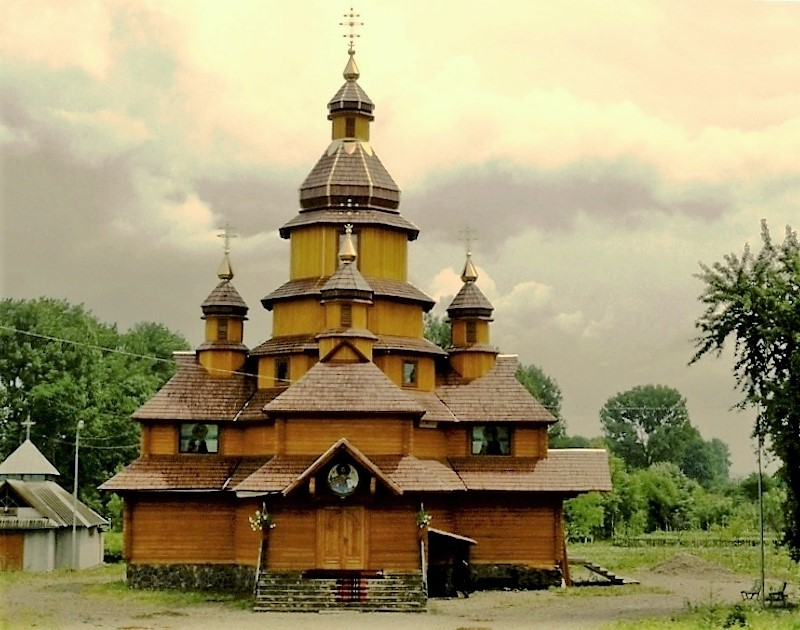
Kirche der hll. Boris und Gleb

Die Stadt war bis 2020 das administrative Zentrum des gleichnamigen Rajons und liegt am Ufer des Stryj, etwa 52 Kilometer südlich der Oblasthauptstadt Lwiw.

## Geschichte
1164 wird Udetsch zum ersten Mal erwähnt und lag im Fürstentum Halytsch-Wolodymyr der Kiewer Rus. Aus dieser Zeit sind Reste einer großen Burganlage erhalten.
1301 wurde eine katholische Kirche errichtet. 1349 kam der Ort an das Königreich Polen. Ab dieser Zeit ist der Name Zudaczyw oder ähnlich gebräuchlich. Möglicherweise besteht ein sprachlicher Zusammenhang zum slawischen Wort żydy für Juden.
Er wurde Sitz eines Powiat (Landkreis) des Lemberger Landes in der neu geschaffenen Woiwodschaft Ruthenien von 1442.
Der Ort erhielt 1393 das Magdeburger Stadtrecht. Im Zeitraum zwischen dem 14. bis 16. Jahrhundert war Schydatschiw eine wichtige und ziemlich große Stadt. Salzproduktion und Handel prägten den Ort. Sie hatte zwei Burgen, Befestigungsanlagen, drei ukrainische Kirchen, eine römisch-katholische Kirche, einen Marktplatz und ein hölzernes Rathaus.
In der Zeit von 1708 bis 1718 gab es hier ein Augustinerkloster.
Seit 1772 gehörte Żydaczów zur Provinz Galizien im Kaisertum Österreich und wurde 1867 zum Sitz des gleichnamigen Bezirks, ein Bezirksgericht wurde 1882 im Ort errichtet.
1899 wurde ein Bahnhof an der Staatsbahnlinie Stryj–Chodorów eröffnet (heute Bahnstrecke Stryj–Ternopil).
Nach dem Ende des Ersten Weltkriegs kam der Ort zu Polen und lag hier ab 1921 in der Woiwodschaft Stanislau.
Ende der 30er Jahre lebten ungefähr 4200 Einwohner, darunter 1200 Ruthenen, 1290 Polen und 950 Juden in der Stadt.
Durch den deutsch-sowjetischen Nichtangriffspakt wurde die Stadt der Sowjetunion zugeschlagen, dort kam die Stadt zur Ukrainischen SSR, erhielt den ukrainischen Namen Schydetschuw (Жидечув) und war zunächst Hauptort des Ujesd Schydetschuw, ab Januar 1940 dann Rajonshauptstadt des gleichnamigen Rajons im neugebildeten Oblast Drohobytsch.
Von 1941 bis 1944 war die Stadt von Deutschland besetzt, welches den Ort im Distrikt Galizien verwaltete. Nach der Rückeroberung durch die Rote Armee wurde der Ort wieder ukrainisch. Am 15. August 1944 wurde die Stadt auf ihren heutigen Namen umbenannt.
1951 wurde in Schydatschiw das größte Kombinat zur Papiererzeugung in der Ukrainischen Sozialistischen Sowjetrepublik in Betrieb genommen, welches noch heute der bedeutendste Wirtschaftsbetrieb der Stadt ist.
Seit 1991 ist die Stadt ein Teil der heutigen Ukraine.

## Wirtschaft und Infrastruktur
Die Stadt liegt an der Bahnlinie Stryj – Chodoriw sowie in relativer Nähe zur internationalen Fernstraße M 06, welche von Tschop (Grenze zur Slowakei und zu Ungarn) über Lemberg nach Kiew führt. Für den öffentlichen Verkehr sind neben Autobussen nach Lemberg, Iwano-Frankiwsk und Kalusch vor allem Marschrutki von Bedeutung. Sie verkehren, je nach Linie, alle 20 bis 60 Minuten, erschließen die Dörfer der Umgebung und verbinden, auch in Konkurrenz zu Autobussen und Eisenbahn, Schydatschiw mit den größeren Städten. Sie sind teurer als Autobus und Eisenbahn, verkehren jedoch wesentlich öfter und erschließen auch kleine Dörfer.
Wirtschaftlich ist vor allem die Papierfabrik von Bedeutung. Daneben gibt es in und um Schydatschiw auch Nahrungsmittelindustrie und Baugewerbe. Schydatschiw ist das Handelszentrum der Region und der Einzelhandel ist entsprechend ausgeprägt.

## Religion
Neben der vorherrschenden griechisch-katholische Kirche sind auch die römisch-katholische Kirche und das Judentum in der Stadt tief verwurzelt. Zahlreiche Kirchen und Friedhöfe belegen die multikonfessionelle Geschichte der Stadt.

## Verwaltungsgliederung
Am 12. Juni 2020 wurde die Stadt zum Zentrum der neu gegründeten Stadtgemeinde Schydatschiw (Жидачівська міська громада/Schydatschiwska miska hromada) im Rajon Stryj. Zu dieser zählen die 17 in der untenstehenden Tabelle aufgelistetenen Dörfer; bis dahin war sie Teil der Stadtratsgemeinde Schydatschiw als Teil des Rajons Schydatschiw.
Folgende Orte sind neben dem Hauptort Schydatschiw Teil der Gemeinde:
| Name                     | Name                     | Name                                                  | Name                    |
| ukrainisch transkribiert | ukrainisch               | russisch                                              | polnisch                |
| ------------------------ | ------------------------ | ----------------------------------------------------- | ----------------------- |
| Bereschnyzja             | Бережниця                | Бережница (Bereschniza)                               | Bereźnica Królewska     |
| Demjanka-Lisna           | Дем'янка-Лісна           | Демьянка-Лесная (Demjanka-Lesnaja)                    | Demenka Leśna           |
| Demjanka-Naddnistrjanska | Дем'янка-Наддністрянська | Демьянка-Надднестрянская (Demjanka-Naddnestrjanskaja) | Demenka Podniestrzańska |
| Iwaniwzi                 | Іванівці                 | Ивановцы (Iwanowzy)                                   | Iwanowce                |
| Meschyritschtschja       | Межиріччя                | Межиречье (Meschiretschje)                            | Międzyrzecze            |
| Mlynyska                 | Млиниська                | Млыниска (Mlyniska)                                   | Młyniska                |
| Ptschany                 | Пчани                    | Пчаны                                                 | Pczany                  |
| Rohisno                  | Рогізно                  | Рогозно (Rogosno)                                     | Rogóźno                 |
| Sabolotiwzi              | Заболотівці              | Заболотовцы (Sabolotowzy)                             | Zabłotowce              |
| Sahurschtschyna          | Загурщина                | Загурщина (Sagruschtschina)                           | Zagórszczyzna           |
| Saritschtschja           | Заріччя                  | Заречье (Saretschje)                                  | Wołcniów                |
| Schurawkiw               | Журавків                 | Журавков (Schurawkow)                                 | Żurawków                |
| Smohiw                   | Смогів                   | Смогов (Smogow)                                       | Smuchów                 |
| Tejssariw                | Тейсарів                 | Тейсаров (Teissarow)                                  | Tejsarów                |
| Turady                   | Туради                   | Турады                                                | Turady                  |
| Wilchichzi               | Вільхівці                | Ольховцы (Olchowzy)                                   | Cucułowce               |
| Wolyzja-Hnisdytschiwska  | Волиця-Гніздичівська     | Волица-Гнездычевская (Woliza-Gnesdytschewskaja)       | Wolica Hnizdyczowska    |

## Persönlichkeiten
- Maurice Schwartz (1889–1960), amerikanisch-jiddischer Schauspieler